# 신세대 보고 - 어른들은 몰라요
《신세대 보고 - 어른들은 몰라요》는 KBS 1TV, KBS 2TV에서 1995년 2월 23일부터 1998년 9월 28일까지 3년 7개월여 동안 방영되었으며, 청소년들의 고민하는 문제나 관심사에 대해 보여준 청소년 드라마이다. 더욱이, 청소년의 문제나 관심사를 허심탄회하게 다루면서, 다큐멘터리와 드라마 등 두 가지 기법이 가미되어, 현실성 짙은 소재를 공론화한 시추에이션 재연 다큐 드라마였으며 시사·교양 프로그램이었다.
이 드라마는 1994년 봄 프로그램 개편에 따라, KBS가 공정성을 강화하자는 취지로, 예능 프로그램을 편성하는 대신 ‘자녀교육 문제를 풀어가는 공개 프로그램’인 《TV 교육위원회》를 신설했는데, 이후 1995년 봄 프로그램 개편에 따라 ‘교육-가정 프로그램 확대’을 위한 일환으로 《TV 교육위원회》에서 《신세대 보고 어른들은 몰라요》로 타이틀을 바꿔 방영되었다. 타이틀 교체 후 첫 내용은 ‘오빠부대’를 소재로 한 〈스타 신드롬, 오빠가 좋아요〉였으며, 청소년들 사이에 번지고 있는 스타신드롬 풍속도를 다각도로 조명했다. 하지만 1998년 가을 프로그램 개편에 따라, 공정성을 강화하자는 취지로, 〈내 마음의 바다〉 편을 끝으로 막을 내렸다.
한편, 당시 활동 중인 아역 출신 배우들이 많이 출연했으며, 종영 뒤 KBS의 시즌제 교육 드라마 《학교 시리즈》가 제작되어 많은 사랑을 받았다. 또한 《학교 시리즈》나 시트콤 《논스톱 시리즈》처럼 좋은 연기자나 많은 스타들을 압도적으로 배출하였다.

## 기획 의도
성장기의 청소년, 그들만의 세계로 치부돼 왔던 여러 문제점과 현상을 어른들과 함께 진지하게 고민함으로써 건전하고 바람직한 가정 교육 문화 정착에 기여했다.

## 방송 시간
| 방송 채널 | 방송 기간                           | 방송 시간                            |
| --------- | ----------------------------------- | ------------------------------------ |
| KBS 1TV   | 1995년 2월 23일 ~ 1997년 10월 16일  | 매주 목요일 저녁 7시 35분 ~ 8시 30분 |
| KBS 1TV   | 1998년 2월 16일 ~ 1998년 9월 28일   | 매주 월요일 저녁 7시 35분 ~ 8시 30분 |
| KBS 2TV   | 1997년 10월 24일 ~ 1997년 11월 21일 | 매주 금요일 저녁 7시 5분 ~ 8시       |
| KBS 2TV   | 1997년 11월 25일 ~ 1997년 12월 30일 | 매주 화요일 저녁 6시 45분 ~ 7시 40분 |
| KBS 2TV   | 1998년 1월 6일 ~ 1998년 2월 10일    | 매주 화요일 저녁 6시 40분 ~ 7시 35분 |

## 진행자
1회부터 26회까지 스튜디오 진행을 드라마 코너 제작과 병행했으나 27회부터 드라마 코너만 제작하는 것으로 선회했다.
- 송지헌 - 1회 ~ 21회
- 최승돈 - 22회
- 왕종근 - 23회 ~ 26회

## 수상 경력
- 제24회(1997년) 한국방송대상 어린이청소년부문 우수작품상

## 같이 보기
- 학교 이야기 (EBS)